# Dave Rodgers
Pour l'instrumentiste techno hardcore, voir Delta 9.
Dave Rodgers, de son vrai nom Giancarlo Pasquini (né le 21 février 1963), est un musicien, chanteur, auteur-compositeur-interprète et producteur italien. Il participe notamment à la célèbre série de compilations Super Eurobeat. Il est considéré par la presse spécialisée et le public comme le « parrain de l'Eurobeat ». Durant sa carrière, il collabore avec différents groupes et artistes italiens et japonais et produit un bon nombre d'albums certifiés disque de platine. Il a aussi écrit et produit pour des groupes de J-pop comme V6 et MAX.
Selon le label Avex Trax, Dave Rodgers est l'un des premiers artistes du genre Eurobeat. Il est également considéré par la presse spécialisée et le public comme le « parrain de l'Eurobeat »,.

## Biographie
Dave Rodgers naît à Mantoue, en Italie. Il explique « être tombé amoureux » de la musique grâce à son père : « Il en écoutait beaucoup et rentrait presque tous les jours à la maison avec un nouveau disque », de Deep Purple, David Bowie ou Quincy Jones. « Dans une pièce magique remplie de composants hi-fi, j'ai essayé de faire mes premiers pas en enregistrant ma voix sur les chansons d'artistes que j'entendais à l'aide d'un magnétophone à bobines Akai », explique-t-il.
Ses tous premiers pas dans la production musicale se font dans les années 1980 au sein du groupe italien Aleph, qui le propulse dans les scènes Italo disco et hi-NRG,, le dernier étant un genre résolument populaire à cette période au Japon à la fin des années 1980. Au début des années 1980, la popularité de Rodgers, et celle du label dans lequel il est employé à l'époque, Time Records, ne cessent de s'accroître après la publication de la chanson Fly to Me d'Aleph. Dans une entrevue, Rodgers considère cette chanson comme la toute première qu'il ait faite. Par la suite, Rodgers part en tournée pour la première fois au Japon en 1988. Ce n'est que l'année suivante, en 1989, que Rodgers participe à la série de compilations Super Eurobeat,,,, qui n'a pas connu le succès dès le départ.
À la recherche d'indépendance, Dave fonde en 1990 son propre label appelé A-Beat C avec Alberto Contini. La première chanson produite par ce label est Your Body Lies de Norma Sheffield. Alessandra Mirka Gatti, qui chantait souvent dans les compilations Super Eurobeat sous différents noms, adopte le surnom de Domino et chante sur la chanson à succès Tora Tora Tora produite par Rodgers et sortie en 1994. L'année suivante, en 1995, Dave s'ancre encore plus dans la scène pop japonaise produisant le boys band V6 et le girls' group MAX. Dave produit dans son label A-Beat C les chansons Deja Vu (1997) et Space Boy (1998) qui apparaîtront dans l'anime de courses de voitures Initial D. Vingt ans plus tard, ces chansons deviendront des mèmes Internet. 
Dave explique posséder trois studios d'enregistrement, dont il change de nom à partir de 2000 : « le premier, Sound and Vision, est devenu « A », le second appelé Domino est devenu «  B », et le troisième appelé Attic est devenu « C » ». Il y produit divers genres musicaux incluant techno, rock, heavy metal et Eurobeat. Concernant la rapidité de l'eurobeat, Dave Rogers précise que le genre est tellement rapide que seul la Para Para permet de danser dessus.
En 2005, il sort un remix de Wild Reputation sous l'alias The Big Brother, chanson qu'il considère comme sa préférée. En 2010, Dave Rodgers quitte le label A-Beat C et fonde SunFire Records avec un producteur dont le nom est méconnu. À la fin des années 2010, Rodgers lance son propre label discographique indépendant, Dave Rodgers Music,.
En 2023, il sort un mini-album qui comprend des chansons comme MF Ghost qui s'inspire de la série Initial D. Cette même année, il s'associe au rappeur japonais Motsu pour sortir un album.

## Vie personnelle
Giancarlo précise avoir rencontré son épouse de l'époque (désormais ex-femme) Alessandra Mirka Gatti, musicienne connue sous le nom de Domino, du fait qu'elle était l'une de ses fans. Tous deux donneront naissance à un garçon, Federico Pasquini, qui chantera sur deux chansons en 2005 et deviendra par la suite producteur sous le nom de Kaioh aux côtés de son père. Alessandra et Giancarlo divorcent en 2003.

## Discographie notable

### EP
- 1987 : Rich and Famous
- 1992 : Come On Let's Dance
- 1992 : Wild Heaven (TMN Song Meets Disco Style)
- 1992 : Get Wild  / Wild Heaven
- 1992 : Love Train
- 1995 : Fly (feat. Jennifer Batten) (chanson-titre apparue sur Super Eurobeat 61)
- 1996 : Music for the People  (avec Jennifer Batten)
- 1997 : Milan Milan Milan / Woman from Tokyo
- 1998 : Golden 70's Years / Space Boy
- 1998 :  Go To The Top / Kingdom of Rock
- 2000 : Ale' Japan / Red Hot Zip
- 2000 : Stay The Night / I Just Wanna Find You
- 2001 : Click Your Heart / Contact / Incredible Love / Day and Night
- 2001 : Rich and Famous / Love in Stereo (ZYX Music)
- 2001 : Watch Me Dancing / Ready to Dance / Party Girl / Heartbeat (avec Lolita, Kika, Christine) (Avex Trax)
- 2002 : The Race is Over / Dancing in the Starlight / Shake / I Want to Feel

### Singles
- 1992 : Self Control
- 1992 : Don't Let Me Cry
- 1992 : Resistance
- 1992 : Come On Everybody
- 1992 : Dive into Your Body
- 1992 : Time to Count Down
- 1994 : Sun City (feat. Jennifer Batten) (apparue sur Maharaja Night HI-NRG Revolution 12)
- 1995 : Nothing Changed (apparue sur Super Eurobeat 52)
- 1995 : Crimson Kiss
- 1995 : Victory
- 1995 : Sweat and Tears
- 1996 : Milan Milan Milan (apparue sur Take Me Higher)
- 1996 : Woman from Tokyo
- 1996 : I Was Made for Lovin' You (apparue sur Super Eurobeat 71)
- 1996 : Boom Boom Japan (apparue sur Super Eurobeat 72)
- 1996 : All I Want for Christmas Is You (apparue sur Super Euro Christmas)
- 1997 : Take Me Higher (apparue sur l'album Take Me Higher)
- 1997 : Smoke on the Water
- 1997 : Soul Gasoline
- 1997 : I'll Be Your Hero
- 1997 : Made in Japan
- 1997 : Seventies
- 1997 : Let It Be
- 1997 : We Are the Champions (avec A-Beat Friends) (apparue sur Super Eurobeat 81)
- 1998 : Saturday Night Fever (apparue sur Super Eurobeat 92)
- 1998 : Night Fever (avec Mega NRG Man) (apparue sur Super Eurobeat presents Initial D D Selection 2)
- 1999 : Beat of the Rising Sun  (apparue sur Super Eurobeat presents Initial D D Selection 3 )
- 1999 : Merry Christmas Baby (apparue sur Super Euro X'mas 2)
- 1999 : Deja Vu
- 2000 : The Final Countdown (apparue sur Super Eurobeat 101)
- 2000 : Black Fire (apparue sur Super Eurobeat 102)
- 2000 : Stay the Night (apparue sur  Super Eurobeat 103 )
- 2000 : We Wanna Rock (apparue sur  Super Eurobeat 106 )
- 2000 : You'll Be in My Heart (apparue sur Eurobeat Disney)
- 2001 : Let's Go to the Show K2 the Auto Messe (apparue sur Super Eurobeat 114)
- 2001 : Two Worlds (apparue sur Eurobeat Disney 2)
- 2001 : Wheels of Fire (apparue sur Super Eurobeat 115)
- 2001 : My Dream Team Is Verdy (apparue sur  Super Eurobeat 119)
- 2001 : Livin' la Vida Loca
- 2001 : True to Your Heart
- 2002 : The Race is Over (apparue sur  Super Eurobeat 124)
- 2002 : Fevernova (avec Kiko Loureiro) (apparue sur  Super Eurobeat 129)
- 2002 : Dancing in the Starlight (apparue sur Super Eurobeat 132)
- 2003 :  Shake (apparue sur  Super Eurobeat 139 )
- 2004 : Car of Your Dreams  (avec Nuage) (apparue sur Super Eurobeat 144)
- 2004 : Not Gonna Get Us  (apparue sur Super Eurobeat 147)
- 2004 : Are We Gonna Be Together (avec Meri) (apparue sur Super Eurobeat 152)
- 2005 : Wild Reputation 2005 (apparue sur Super Eurobeat 156)
- 2005 : Don't Make Me Cry (avec Nuage) (apparue sur Super Eurobeat 159)
- 2005 : Space Invader (apparue sur Super Eurobeat 161)
- 2005 : Eldorado (apparue sur Super Eurobeat 162)
- 2006 : Make a Movement!! (apparue sur Super Eurobeat 164)
- 2006 : Lucky Man (apparue sur Super Eurobeat Presents Super GT 2006)
- 2006 : Ring of Fire (feat. Kiko Loureiro) (apparue sur  Super Eurobeat 166)
- 2006 : Love Me or Leave Me (avec Nuage) (apparue sur Super Eurobeat 167)
- 2006 : I Wanna Give You My Heart (avec Meri) (apparue sur Super Eurobeat 172)
- 2006 : Another Miracle (avec Nuage) (apparue sur Super Eurobeat 173)
- 2007 : Make Up Your Mind (apparue sur Super Eurobeat 174
- 2007 : Red Core (feat. Stef Burns) (apparue sur Super Eurobeat 175)
- 2007 : Like a Video (avec Nuage) '(apparue sur Super Eurobeat 176)
- 2007 : Watch Out (apparue sur Super Eurobeat 177)
- 2007 : California Dreaming (apparue sur Super Eurobeat 178)
- 2007 : The V.I.P. Is JP
- 2007 : Disco Fir (apparue sur Super Eurobeat presents Initial D Battle Stage 2)
- 2007 : The Final Game (avec Kiko Loureiro) (apparue sur Super Eurobeat 182)
- 2007 : Tell Me (avec Nuage) (apparue sur Super Eurobeat 183)
- 2008 : Sun City 2008 (apparue sur Super Eurobeat 187)
- 2009 : Burning Like a Fire (feat. Alex de Rosso) (apparue sur  Super Eurobeat 195 ~Speedy~)
- 2009 : Love in the Elevator (apparue sur Super Eurobeat 196 ~Vitamin Pop~ )
- 2009 : Fire Dragon (feat. Patrick Rondat) (apparue sur Super Eurobeat 197 ~King of Eurobeat~)
- 2009 : Dance in My Town (avec Futura) (apparue sur Super Eurobeat 199 ~Collaboration of Eurobeat~)
- 2010 : Super Eurobeat (feat. Futura) (apparue sur Super Eurobeat 201)
- 2010 : All Around the World (feat. M. Landau) (apparue sur Super Eurobeat 202)
- 2010 : The Race Is the Game (apparue sur Super Eurobeat 205)
- 2010 : The Race of the Night (apparue sur Super Eurobeat 207)
- 2010 : Just Another Day with You (avec Futura) (apparue sur Super Eurobeat 209)
- 2011 : The House of Fire (apparue sur Super Eurobeat 211)
- 2011 : Skylight (apparue sur Super Eurobeat 215)
- 2011 : Sun Fire (avec Futura) (apparue sur Super Eurobeat 217 )
- 2013 : 1 Fire (apparue sur Super Eurobeat 221)
- 2013 : I Want to Feel (apparue sur Super Eurobeat Presents Initial D Fifth Stage D Selection Volume 1
- 2013 : Into the Moon (avec Futura) (apparue sur Super Eurobeat 222 )
- 2013 : Into the Sunrise (apparue sur Super Eurobeat 223 )
- 2013 : Magic Sunday (feat. Futura) (apparue sur Super Eurobeat 225 )
- 2014 : Money Money Money (apparue sur Super Eurobeat 227 )
- 2014 : New Race Game (apparue sur Super Eurobeat 229 )
- 2015 : Tell Me (apparue sur Super Eurobeat 236 )
- 2016 : Restarted Tonight (apparue sur  Super Eurobeat 239 )
- 2017 : Break into the Music (apparue sur  Super Eurobeat 242 )
- 2018 : Waiting for Love
- 2018 : Hydra
- 2018 : You Can Do Magic
- 2018 : Try to Fall in Love
- 2018 : Space Boy 2018
- 2018 : Deja Vu (1:04 Mix)
- 2019 :  Gold Night (feat. Eurobeat Union)
- 2019 : Misty Blue (feat. Eurobeat Union)
- 2019 : Don't Stop the Music (2019)
- 2019 : Kingdom Come (The Kingdom Mix)
- 2019 : Running in the 90's (Max Coveri cover)
- 2019 : Space Rocket
- 2019 : Spitfire (Dave Rodgers Music)
- 2019 : Deja Vu (2019) (Dave Rodgers Music)
- 2019 : In the Eye of the Tiger (avec Kaioh) (Dave Rodgers Music)
- 2020 : Seventies (Dave Rodgers Music)
- 2020 : Music for the People 2020 (Dave Rodgers Music)
- 2020 : Gas Gas Gas (Dave Rodgers Music)
- 2020 : Space Boy (Dave Rodgers Music)
- 2020 : Beat of the Rising Sun (Dave Rodgers Music)
- 2020 : Soul Gasoline (Dave Rodgers Music)
- 2021 : Hand on My Heart (avec Annerley) (Dave Rodgers Music)
- 2021 : Milan Milan Milan (avec Kaioh) (Dave Rodgers Music)
- 2021 : The Top (Dave Rodgers Music)
- 2022 : Boom Boom Japan 2022 (Dave Rodgers Music)
- 2022 : Be Shine (Dave Rodgers Music)
- 2022 : I Can Feel (Dave Rodgers Music)
- 2023 : Gold  (Dave Rodgers Music)

### Compilations
- 2025 : Initial Dave Series vol.1-8

### Participations
- 1997 : Surrender (avec Karen)
- 1999 : Could It Be Magic (avec Karen)
- 1999 : Anniversary (avec Domino et Virginelle)
- 2001 : Living in Peace (avec Karen)
- 2002 : Contact (avec Karen)
- 2003 : Get in Love (avec Susy)
- 2008 : Unbelievable (avec Annalise) (sur Super Eurobeat 192 ~Let's Party~)
- 2020 : Initial D Hell

## Distinctions
Rodgers est récompensé par l'industrie musicale japonaise pour avoir vendu plus de 30 millions d'albums en tant que chanteur, producteur et auteur-compositeur. Rodgers a aussi été récompensé deux fois aux Gold Disc Awards 2001.
Son remix 2020 du titre Gas Gas Gas atteint la plus haute position de l'iTunes Chart. Son remix 2021 de la chanson Deja Vu atteint la première place des charts japonais.